# Chemosphere (Gebäude)

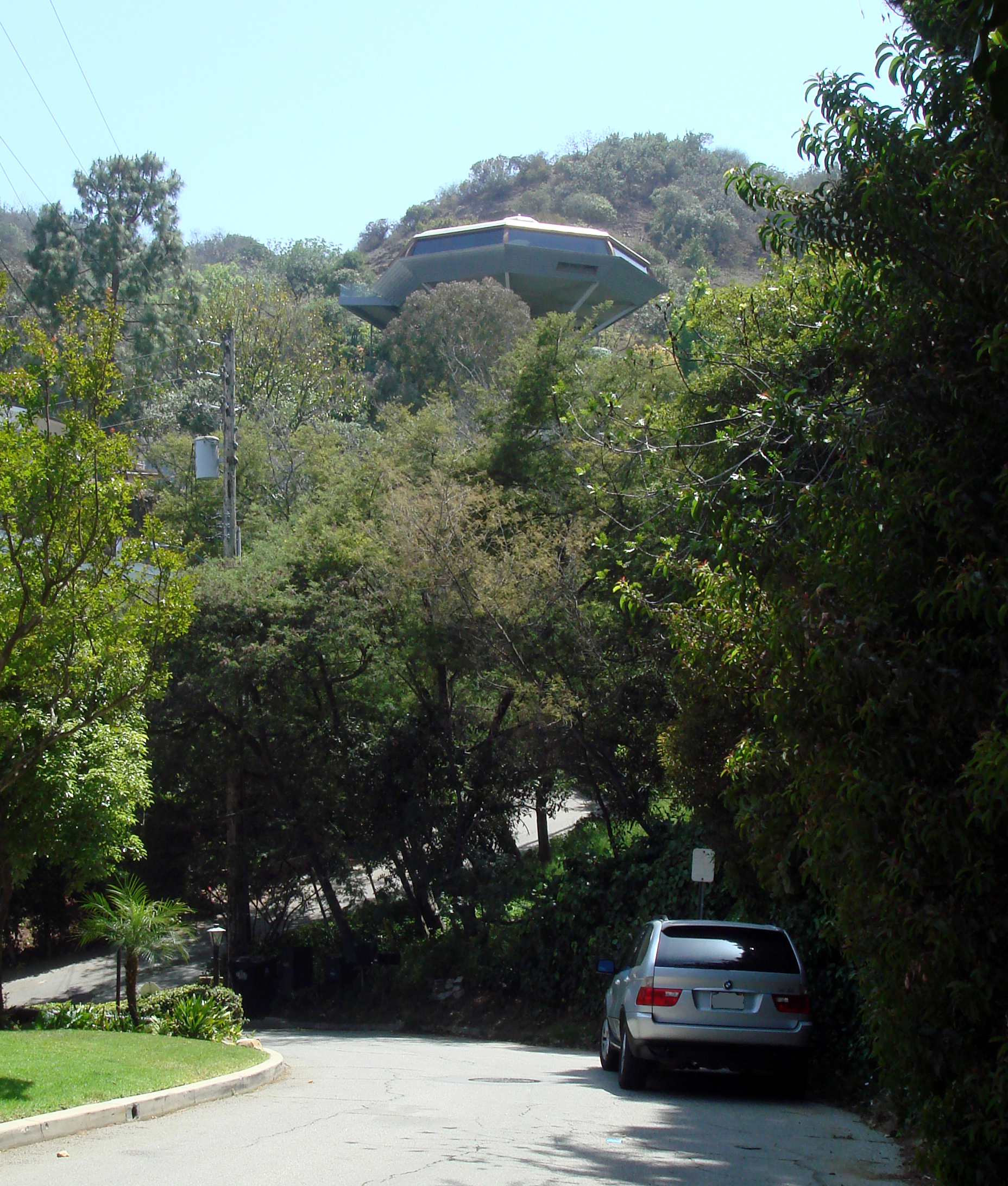
Blick von der Straße auf das Gebäude, 2007

Chemosphere ist ein Gebäude, welches 1960 von John Lautner konstruiert wurde. Es befindet sich im San Fernando Valley an den Hollywood Hills in Los Angeles (7776 Torreyson Drive).

## Architektur
Das Haus mit einer Fläche von etwa 200 Quadratmetern erinnert in der Form an ein achtkantiges UFO, wobei ein einziger Betonpfeiler die Konstruktion trägt, was tatsächlich den Effekt des Schwebens verstärkt. Der im Durchmesser etwa 20 Fuß (etwa sechs Meter) große Sockel befindet sich unter der Erde, was zu dem Umstand beitrug, dass das Gebäude selbst schwerste Regenfälle und Erdbeben unbeschadet überstand. Das Gebäude steht an einem 45°-Gefälle, auf dem man kaum stehen kann.
Das Haus kann man über eine Standseilbahn betreten, es besteht aber auch eine Möglichkeit über Stufen. Unbestätigten Berichten zufolge gab es in der Zeit des Erstbesitzers als Eigentümer einen Unfall bei dieser Standseilbahn, bei dem einige junge Mädchen verletzt wurden. Die Encyclopædia Britannica bezeichnete das Haus als „modernstes Wohnhaus der Welt“.

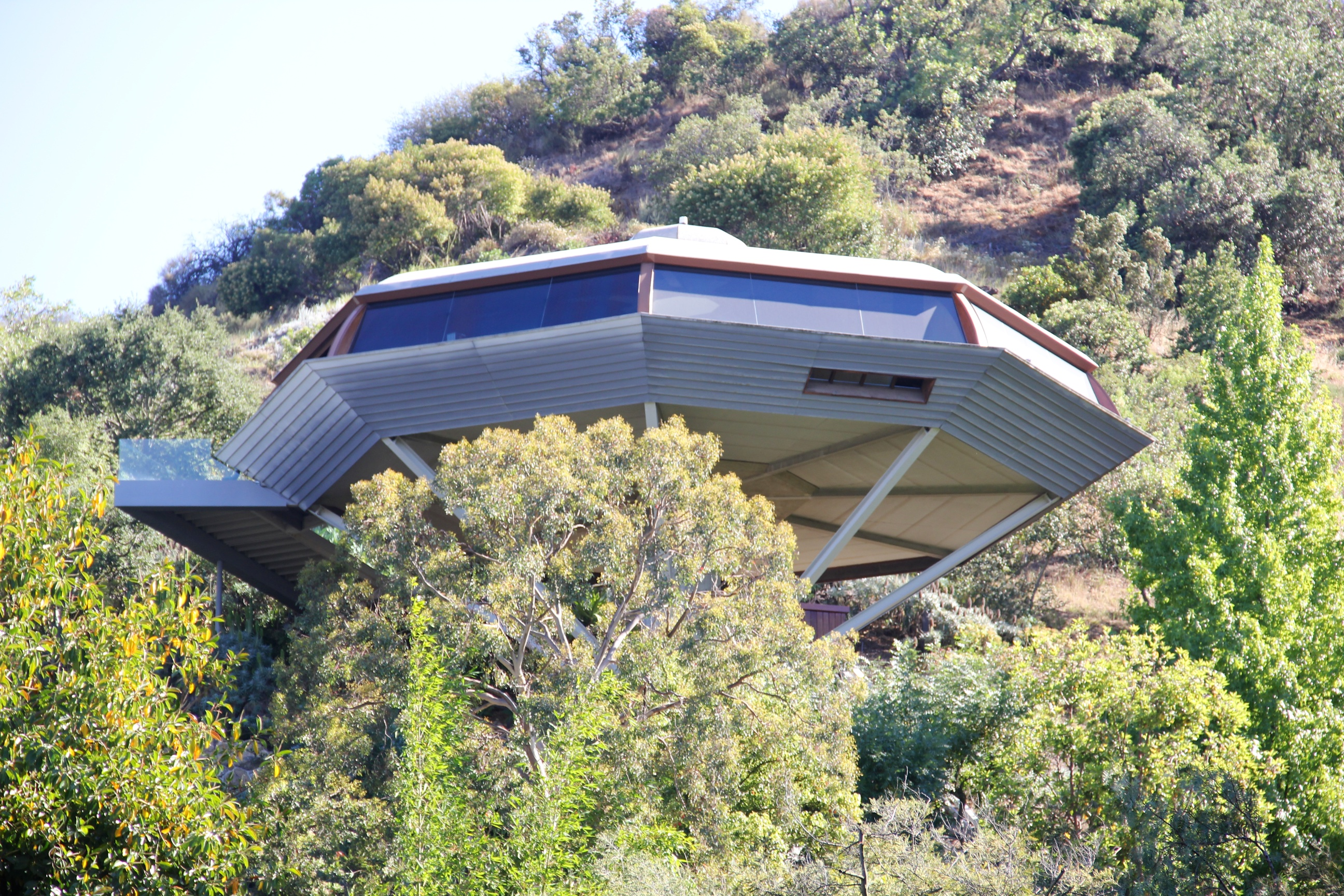
Detailansicht des Chemosphere-Gebäudes (2012)

## Geschichte
Der erste Eigentümer und Auftraggeber war der Flugzeugingenieur Leonard Malin, weshalb das Haus manchmal auch Malin Residence genannt wird. Das Gebäude ist der zweite Entwurf von John Lautner für das Gebäude – Malin hatte sich jedoch mit dem ersten Entwurf nicht anfreunden können, unter anderem wegen seines geringen Budgets von nur 30.000 US-$.
Darauf folgend wurde Richard Kuhn Eigentümer, der 1976 bei einem Raubüberfall erstochen wurde. Für ungefähr zehn Jahre wurde es danach für Partys vermietet. Im Jahr 1998 wurde es für einen Kaufpreis von 1 Million US-$ Eigentum von Benedikt Taschen, dem Besitzer und Gründer des deutschen Taschen-Verlages, und seiner damaligen Ehefrau Angelika Taschen, damals Cheflektorin im Taschen-Verlag, gekauft. Beide nutzten es als Wohn- und Arbeitshaus. Seit 2004 ist Benedikt Taschen alleiniger Eigentümer.

## Rezeption
Aufgrund der außergewöhnlichen optischen Beschaffenheit wurde das Haus von Filmteams entdeckt und für die Fernsehserie The Outer Limits in der 1964 produzierten Folge mit dem Originaltitel The Duplicate Man als Drehort verwendet. Größere Aufmerksamkeit wurde dem Gebäude in Brian De Palmas Film Der Tod kommt zweimal (Originaltitel: Body Double) zuteil, in dem der Protagonist aus dem Haus einen Mord beobachtet.
Der von Joseph McGinty Nichol gedrehte Film 3 Engel für Charlie nahm das Haus als Inspiration. In einer Folge der Simpsons (Selma heiratet Hollywoodstar) residiert die Figur Troy McClure in einem ähnlichen Haus. Im Videospiel Grand Theft Auto: San Andreas steht ein ähnliches Gebäude in der Nähe des Vinewood-Schriftzugs, des Äquivalents des Hollywood Sign im Spiel. Im US-amerikanischen Kabelfernsehen Current TV, einem Sender von Al Gore, wurde das Interieur exakt für einige Studioaufnahmen nachgebildet.